# La Freixinera
La Freixinera és un indret del terme municipal d'Isona i Conca Dellà, al límit dels antics termes d'Isona i Benavent de Tremp, al Pallars Jussà.
El lloc és al sud-est d'Isona, al nord-est dels Masos de Sant Martí i al sud de Llordà. És al costat nord-oest del punt quilomètric 36 de la C-1412b, a l'esquerra del barranc de Francolí.